# 가미키타초역
가미키타초역(일본어: 上北町駅)은 일본 아오모리현 가미키타군 도호쿠정에 위치한 아오이모리 철도 아오이모리 철도선의 철도역이다. 이 역은 시점인 메토키 역으로부터 57.4 km 떨어져 있으며, 도쿄역부터는 674.7 km 만큼 떨어져 있는 역이다.

## 승강장
단선 승강장 1면 1선과 섬식 승강장1면 2선 구조의 철도역이며 승강장은 과선교로 이어져 있다.

### 타는 곳
| 번선 | 노선                 | 방향                 | 행선                   |
| ---- | -------------------- | -------------------- | ---------------------- |
| 1    | ■ 아오이모리 철도선  | 하행                 | 노헤지 · 아오모리 방면 |
| 2    | 평소는 사용되지 않음 | 평소는 사용되지 않음 | 평소는 사용되지 않음   |
| 3    | ■ 아오이모리 철도선  | 상행                 | 미사와 · 하치노헤 방면 |

## 역사
- 1891년 9월 1일: 누마사키역(일본어: 沼崎駅으로 영업 개시.
- 1906년 7월 1일: 국유화됨.
- 1959년 10월 1일: 가미키타초역으로 명칭 변경.
- 1972년 3월 15일: 화물 업무 폐지.
- 1987년 4월 1일 : 민영화에 따라, 동일본 여객철도가 계승.
- 2010년 12월 4일 : 도호쿠 신칸센이 신아오모리역까지 연장 개통함에 따라 아오이모리 철도로 이관.

## 인접역
| 아오이모리 철도 ■ 아오이모리 철도선 | 아오이모리 철도 ■ 아오이모리 철도선 | 아오이모리 철도 ■ 아오이모리 철도선 |
| ----------------------------------- | ----------------------------------- | ----------------------------------- |
| 미사와 하치노헤 방면                | □ 쾌속 시모키타 (일부 열차)         | 노헤지 오미나토 방면                |
| 고가와라 하치노헤 방면              | 보통                                | 옷토모 아오모리 방면                |